# Herelaef
Herelaef (overleden na 721) was een Frankische edelman, die in 721 goederen en horigen in de plaatsen Durninum, Fleodrodum en Baclaos schonk aan bisschop Willibrord. Deze schenking staat aan de basis van de lange band die deze plaatsen, Deurne, Vlierden en Bakel in de provincie Noord-Brabant, hadden met de Abdij van Echternach, verbonden aan bisschop Willibrord.
Over Herelaef is behalve deze schenking weinig bekend. Zijn vader heette Badagar en zijn schenkingen aan Willibrord kwamen uit zijn moederlijk erfdeel, zodat we weten dat de familie van zijn moeder vermoedelijk al in de zevende eeuw bezittingen in het huidige Peelland gehad moet hebben. Over de herkomst van de familie zijn door de Amsterdamse archeoloog Frans Theuws enkele voorlopige theorieën opgesteld.